# HMS Malaya (01)
O HMS Malaya foi um couraçado operado pela Marinha Real Britânica e a quinta e última embarcação da Classe Queen Elizabeth, depois do HMS Queen Elizabeth, HMS Warspite, HMS Valiant e HMS Barham. Sua construção começou em outubro de 1913 nos estaleiros da Armstrong Whitworth em Newcastle e foi lançado ao mar em março de 1915, sendo comissionado na frota britânica em fevereiro do ano seguinte. Era armado com uma bateria principal composta por oito canhões de 381 milímetros montados em quatro torres de artilharia duplas, tinha um deslocamento carregado de mais de trinta mil toneladas e alcançava uma velocidade máxima de mais de 24 nós (44 quilômetros por hora).
O Malaya entrou em serviço no meio da Primeira Guerra Mundial e apenas alguns meses depois participou da Batalha da Jutlândia, durante a qual foi muito danificado e sofreu várias baixas entre sua tripulação. Foi sua única grande ação na guerra e passou o restante do conflito realizando patrulhas e algumas surtidas pelo Mar do Norte. Continuou servindo ativamente na frota britânica durante o período entreguerras, atuando tanto em águas domésticas quanto no Mar Mediterrâneo. O couraçado transportou o exilado sultão Maomé VI para Malta em 1922 após a abolição do Império Otomano, enquanto em 1938 atuou como navio de guarda no porto de Haifa durante a Revolta Árabe de 1936–39.
A Segunda Guerra Mundial começou em 1939 e o Malaya foi colocado para escoltar comboios no Oceano Atlântico, exercendo esta função por até 1940, quando foi transferido para o Mediterrâneo. Continuou a escoltar comboios, também tendo participado da Batalha da Calábria em julho de 1940. Retornou para o Atlântico em 1941 e foi torpedeado por um submarino alemão em março, passando meses sob reparos nos Estados Unidos. Ao voltar ao serviço continuou escoltando comboios no Atlântico e Mediterrâneo até ser colocado na reserva em 1943. Depois disso serviu de alvo de tiro e também de alojamento flutuante, sendo descomissionado em dezembro de 1944 e por fim desmontado em 1948.